# Juan Pablo Duarte

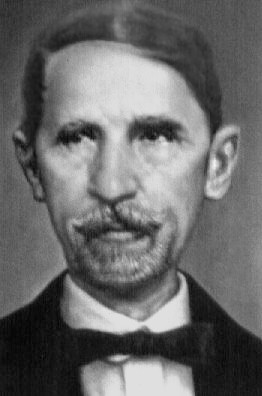
Juan Pablo Duarte

Juan Pablo Duarte y Diez urodził się 26 stycznia 1813 r. w Santo Domingo w kolonii hiszpańskiej (obecnie stolicy Republiki Dominikańskiej) w okresie zwanym „Erą Głupiej Hiszpanii” lub (España Boba). Zmarł 15 lipca 1876 r. Był XIX-wiecznym idealistą i myślicielem liberalnym. Razem z Francisco del Rosario Sanchezem oraz Ramónem Matíasem Mellą uważany jest za architekta Republiki Dominikańskiej i uzyskania przez nią niepodległości od rządów haitańskich w roku 1844. Jego zamierzeniem względem hiszpańskojęzycznej części wyspy Hispaniola było powołanie opartego na ideałach liberalnych demokratycznego rządu i uzyskanie przez mieszkańców wyspy samodzielności. Najwyższy szczyt na Karaibach (Pico Duarte), park w Nowym Jorku oraz wiele ważnych obiektów przyrodniczych w Ameryce nosi jego imię. Jego wizja państwa została niebawem zrujnowana przez elity konserwatywne, które dążyły do sprzymierzenia narodu z władzami kolonialnymi oraz do powrotu do tradycyjnego regionalizmu. Niemniej jednak, jego demokratyczne idee, chociaż niesprecyzowane w szczegółach, służyły za główne wytyczne, przynajmniej w teorii, dla większości rządów dominikańskich. Porażki Duarte uczyniły go w oczach późniejszych pokoleń „męczennikiem politycznym”.

## Młodość
W roku 1802, rodzice Juana Pablo Duarte, Juan José Duarte i Manuela Díez Jiménez wyemigrowali z hiszpańskiej kolonii Hispaniola do Mayaguez na wyspie Portoryko. Wymknęli się spod francuskiej władzy rozszerzającej się na wschodnią część wyspy. Zmiana przynależności kolonialnej wyspy ujawniła się, gdy Toussaint L’Ouverture, gubernator francuskiej kolonii Saint Domingue (zajmującej zachodnią część wyspy) przejął kontrolę również nad częścią hiszpańską. W tym czasie, Francja i Saint Domingue przechodziły burzliwy okres ruchów społecznych – rewolucję francuską i haitańską. W trakcie okupacji hiszpańskich terytoriów wyspy, słynny „czarny gubernator” wykonywał zalecenia uzgodnione pomiędzy rządami francuskim i hiszpańskim na mocy pokoju w Bazylei w 1795 r. Po przybyciu na Santo Domingo, L’Ouverture niemal natychmiast ograniczył niewolnictwo (zostało ono całkowicie zniesione na wschodniej Hispanioli w roku 1822). Poza tym zaczął zastępować stare hiszpańskie instytucje kolonialne zarządami Francji Rewolucyjnej, kierowanej przez rząd liberalny. Portoryko, wciąż pozostające kolonią hiszpańską, wraz z miastem Mayaguez, było położone na tyle blisko Hispanioli (za cieśniną Mona), że stało się azylem dla hiszpańskich kolonistów, którzy nie akceptowali nowego, francuskiego zwierzchnictwa.
Większość historyków zajmujących się dziejami Dominikany uważa, że pierwszy syn rodziny Duarte, Vicente Celestino, urodził się właśnie na wschodnim brzegu cieśniny Mona. Rodzina Duarte powróciła do Santo Domingo w roku 1809, po sukcesie Rekonkwisty, gdy wschodnia strona Hispanioli ponownie stała się kolonią hiszpańską, aczkolwiek bez większego zainteresowania ze strony madryckiej metropolii. Państwo Duarte zamieszkali na zachodnim brzegu rzeki Ozama, w strefie La Atarazana, która dzisiaj leży w granicach administracyjnych stolicy Dominikany, Santo Domingo.

## Walka o niepodległość
W roku 1821, gdy Juan Pablo Duarte miał osiem lat, wpływowi Kreole ogłosili niepodległość wyspy i przemianowali ją na Haiti Hiszpańskie. Głównym przywódcą rewolty przeciwko rządowi kolonialnemu był jeden z dawnych zwolenników rządu, José Núñez de Cáceres. Grupa wpływowych i uprzywilejowanych Kreolów, której Núñez de Cáceres był przedstawicielem, miała dość ignorancji ze strony króla hiszpańskiego i niepokoiła się politycznym zwrotem ku liberalizmowi w Madrycie. Ich czyn nie był wydarzeniem odosobnionym. Lata 20. XIX w. to okres gruntownych przemian politycznych w całym hiszpańskim imperium. Wpłynęły one bezpośrednio na życie przedstawicieli niższej klasy średniej. Przemiany zapoczątkował demoralizujący konflikt pomiędzy hiszpańskimi rojalistami a liberałami na Półwyspie Iberyjskim, który przerodził się w hiszpańską wojnę domową (lata 1820-23). Bojownicy o niepodległość krajów Ameryki Łacińskiej, na czele z Simonem Bolivarem, wykorzystali destabilizację w metropolii jako okoliczność sprzyjającą wyparciu żołnierzy hiszpańskich z terytoriów kolonialnych. Przykładami jego udanych akcji są: bitwa pod Carabobo oraz decydująca bitwa pod Ayacucho. Nawet elity konserwatywne w Nowej Hiszpanii (m.in. Agustín de Iturbide w Meksyku), obawiające się rządów hiszpańskich antyklerykałów, zerwały współpracę z monarchią hiszpańską. Jednak ruchy wyzwoleńcze w roku 1821 na Santo Domingo tym różniły się od podobnych organizacji na kontynencie południowoamerykańskim, że poniosły one klęskę. Obecnie historycy określają tymczasową suwerenność wyspy mianem „efemerycznej niepodległości”. Chociaż Juan Pablo Duarte, ze względu na swój młody wiek nie orientował się w ówczesnych wydarzeniach politycznych, później powracał do nich z nostalgią.
Tymczasowy rząd Caceresa domagał się wsparcia od nowego republikańskiego rządu Simona Bolivara. Jego apel został jednak zignorowany. Sąsiednie Haiti, wyzwolone spod zwierzchnictwa francuskiego, postanowiło podbić hiszpańską część wyspy. Taktyka władz Haiti polegała na przejęciu całej wyspy z rąk europejskich potęg imperialnych, by na trwałe ocalić zdobycze rewolucji haitańskiej. Prezydent Haiti, Jean-Pierre Boyer przeprowadził udaną inwazję na wschodnią (hiszpańską) część wyspy Hispaniola. Rząd Haiti całkowicie zniósł niewolnictwo. Republika Haiti wchłonęła Santo Domingo. Walki pomiędzy Boyerem a starą elitą kolonialną przyczyniły się do masowej migracji plantatorów. Doprowadziły również do zamknięcia uniwersytetu i ostatecznie do likwidacji elity kolonialnej oraz wykształcenia się nowej klasy burżuazyjnej, związanej z liberalnym rządem Haiti.
Zgodnie z burżuazyjnym zwyczajem wysyłania zdolnych dzieci do szkół zagranicznych, państwo Duarte wyprawili Juana Pablo do Stanów Zjednoczonych, a następnie, w roku 1828 – do Europy.
16 lipca 1838 r. Duarte wraz ze swoimi przyjaciółmi utworzył tajne patriotyczne stowarzyszenie, zwane La Trinitaria, które brało udział w zwalczaniu haitańskiej okupacji. Do pierwszych członków stowarzyszenia należeli: Juan Pablo Duarte, Juan Isidro Pérez, Pedro Alejandro Pina, Jacinto de la Concha, Félix María Ruiz, José María Serra, Benito González, Felipe Alfau oraz Juan Nepomuceno Ravelo. Później, założyciele La Trinitarii powołali do życia nową organizację, zwaną La Filantropica. Jej działacze, z pomocą licznych ochotników przeciwnych dominacji haitańskiej, doprowadzili do proklamacji niepodległości przez Dominikanę w dniu 27 lutego 1844r (wojna o niepodległość Dominikany).
Jednak już rok wcześniej, z powodu swojej działalności powstańczej, Duarte udał się na wygnanie do Caracas. Stamtąd korespondował ze swoją rodziną oraz działaczami ruchu niepodległościowego. Walki zakończyły się ocaleniem niepodległości Dominikany. Utworzono rząd republikański, kładąc w ten sposób podwaliny pod ustrój demokratyczny, w którym (przynajmniej w teorii) każdy obywatel miał cieszyć się wolnością i równością wobec prawa.
Duarte, jako jeden z głównych autorów niepodległości Dominikany, miał duże poparcie w wyborach na pierwszego prezydenta Dominikany. Niektórzy zwolennicy Juana Pablo Duarte proponowali mu, by samowolnie ogłosił się prezydentem. On jednak zadeklarował, iż zostanie prezydentem tylko wówczas, gdy wybierze go większość mieszkańców Dominikany. Tymczasem, na wyspie istniało wciąż silne stronnictwo, popierające zwierzchnictwo hiszpańskie. Jego przywódcy uważali, że rząd hiszpański to jedyna potęga, będąca w stanie ochronić Dominikanę przed zagrożeniem i inwazją ze strony Haiti. Generał Pedro Santana, plantator ze wschodnich rubieży wyspy, poprowadził swoją armię na Santo Domingo. Duarte został pojmany, a następnie wygnany z Dominikany. W roku 1845 Santana wygnał z wyspy całą rodzinę Duarte. Santana został uhonorowany przez hiszpańską królową, Izabelę II, tytułem markiza de las Carreras.
Po śmierci Santany, Juan Pablo Duarte otrzymał posadę konsula Dominikany w Wenezueli. W ramach rekompensaty za poświęcenie w walce o niepodległość otrzymywał świadczenia pieniężne. Nie nacieszył się on długo nowym stanowiskiem. W wieku 63 lat Juan Pablo Duarte – poeta, filozof, pisarz, aktor, żołnierz, generał i bohater narodowy Dominikany – zmarł w Caracas. Jego szczątki zostały przewiezione do Dominikany w roku 1884 przez prezydenta Ulisesa Heureaux (pochodzenia haitańskiego). Pochowano go w mauzoleum w Santo Domingo.